# Werner Boschmann
Werner Boschmann  (* 12. April 1950 in Bottrop) ist ein deutscher Autor und Verleger.

## Leben
Werner Boschmann studierte Geschichte, Publizistik und Germanistik an der Ruhr-Universität in Bochum. Er war Lehrer für Deutsch und Geschichte, zuletzt am Josef-Albers-Gymnasium in Bottrop.
Werner Boschmann ist Autor, Verleger und Miteigentümer im Henselowsky Boschmann Verlag, über den auch seine Literatur publiziert wird. Schwerpunktmäßig thematisiert er den Regiolekt und die Kultur des Ruhrgebiets. In seinem satirischen Buch Ruhrhausen kreiert Boschmann eine gleichnamige Ruhrgebietsgemeinde als Heimat rheinisch-westfälischer Schildbürger und Stielmus-Bauern, deren einziges Fortbewegungsmittel das Dreirad ist. Er firmiert unter diversen Alias-Namen, wie „Jott Wolf“, „Wernfried Stabo“, „Werner von Welheim“, „Gustavo Schönherz“, „Joppa Hölzken“ und „Kalla Hölzken“.
Boschmann betreibt mit ruhrgebietssprache.de eine Seite zur Sprache seiner Region, mit einem umfangreichen Glossar, einer Grammatik, einer Sammlung von Regiolekt-Beleidigungen und mehr. In Zur Geschichte dieser Seiten, über Nettikette und einen Pattenpapst schreibt er über Worterfindungen wie den „Pattenpapst“, die es bis in Zeitungsglossen und wissenschaftliche Untersuchungen schaffen.

## Werke
- Lexikon der Ruhrgebietssprache. Henselowsky Boschmann, Bottrop 1982, 1998, ISBN 3-922750-01-X.
- Emscherzauber – Märchen aus dem Ruhrgebiet. Henselowsky Boschmann, Bottrop 1998, ISBN 3-922750-32-X.
- Max und Moritz im Kohlenpott. (Pseudonym Jott Wolf). Henselowsky Boschmann, Bottrop 1991, 1998, ISBN 3-922750-16-8.
- Der revierdeutsche Struwelpeter. (Pseudonym Jott Wolf). Henselowsky Boschmann, Bottrop 2013, ISBN 978-3-942094-21-4.
- Sternkes inne Augen – Liebesgeschichten aus dem Ruhrgebiet. (Pseudonym Wernfried Stabo). Henselowsky Boschmann, Bottrop 2001, ISBN 3-922750-41-9.
- Es ist ein Brauch von alters her: Dat Ruhrgebiet, dat hat et schwer. (Pseudonym Joppa Hölzken). Henselowsky Boschmann, Bottrop 2017, ISBN 978-3-942094-77-1.
- Ruhrhausen – Wo die Welt noch in Ordnung ist. (Pseudonym Gustavo Schönherz). Henselowsky Boschmann, Bottrop 2005, ISBN 3-922750-58-3.
- mit Hermann Beckfeld (Hrsg.): ... der Boss spielt im Himmel weiter – Fußball-Geschichten aus dem Ruhrgebiet. Henselowsky Boschmann, Bottrop 2005, ISBN 3-922750-62-1.
- Alles Gute vonne Ruhr – die weibliche Ausgabe, die männliche Ausgabe und die Hörbuch-Ausgabe. (Pseudonym Wernfried Stabo). Henselowsky Boschmann, Bottrop 2008, ISBN 978-3-922750-78-9.
- mit Hermann Beckfeld (Hrsg.): Wie is? – Muss. Warum Ruhrgebietler manchmal stolpern, aber niemals hinfallen. Henselowsky Boschmann, Bottrop 2016, ISBN 978-3-942094-66-5.
- Ein Leben mit Scheppermusik. In: Holger Schmenk, Andreas Schiffmann: Kumpels in Kutten 2 – Heavy Metal im Ruhrgebiet. Verlag Nicole Schmenk, Oberhausen 2017, ISBN 978-3-943022-30-8.
- mit Werner Bergmann (Hrsg.): Monsieur Paillot im Nirgendwo – Land und Leute aus der Sicht eines Revolutionsflüchtlings am Vorabend des Reviers. Henselowsky Boschmann, Bottrop 2019, ISBN 978-3-942094-34-4.
- mit Lars von der Gönna: Das Bollerrad muss bollern, der Knicker, der muss rollern. Vergessene Kinderspiele aus dem Ruhrgebiet – Hörbuch einer Live-Lesung aus dem Buch von Helmut Spiegel. Henselowsky Boschmann, Bottrop 2019, ISBN 978-3-942094-93-1.
- Adolf Winkelmann: Die Bilder. der Boschmann und ich. Winkelmanns Gespräche mit Boschmann eröffnen einen faszinierenden Blick hinter die Kulissen der Filmemacherei. Henselowsky Boschmann, Bottrop 2021, ISBN 978-3-948566-06-7.
- mit Benjamin Bäder (Zeichnungen) und Olli Heinze (Beratung): Die Heinzelmännkes – Auf Abenteuer im Ruhrgebiet. Henselowsky Boschmann, Bottrop 2021, ISBN 978-3-948566-08-1.
- als Herausgeber: Ruhrbesetzung 1923. Ein Jahr spricht für sich. Henselowsky Boschmann, Bottrop 2022, ISBN 978-3-948566-18-0.
- Unter Rotzern. Erzählung aus dem Landstrich Motteck. (Pseudonym Kalla Hölzken). Mit Karikaturen von Honoré Daumier Henselowsky Boschmann, Bottrop 2024, ISBN 978-3-948566-23-4.